# Europese kampioenschappen kunstschaatsen 1986
De Europese Kampioenschappen kunstschaatsen zijn wedstrijden die samen een jaarlijks terugkerend evenement vormen, georganiseerd door de Internationale Schaatsunie (ISU).
De kampioenschappen van 1986 vonden plaats van 28 januari tot en met 2 februari in Kopenhagen. Het was de tweede keer, na het EK van 1975, dat het evenement hier en in Denemarken plaatsvond.
Voor de mannen was het de 78e editie, voor de vrouwen en paren was het de 50e editie en voor de ijsdansers de 33e editie.

## Historie
De Duitse en Oostenrijkse schaatsbond, verenigd in de "Deutscher und Österreichischer Eislaufverband", organiseerden zowel het eerste EK Schaatsen voor mannen als het eerste EK Kunstschaatsen voor mannen in 1891 in Hamburg, in toen nog het Duitse Keizerrijk, nog voor het ISU in 1892 werd opgericht. De internationale schaatsbond nam in 1892 de organisatie van het EK kunstschaatsen over. In 1895 werd besloten voortaan het WK kunstschaatsen te organiseren en kwam het EK te vervallen. In 1898, na twee jaar onderbreking, vond toch weer een herstart plaats van het EK kunstschaatsen.
De vrouwen en paren zouden vanaf 1930 jaarlijks om de Europese titel strijden. De ijsdansers streden vanaf 1954 om de Europese titel in het kunstschaatsen.

## Deelname
Er namen deelnemers uit negentien landen deel aan deze kampioenschappen. Zij vulden het aantal van 75 startplaatsen in de vier disciplines in.
Voor Nederland nam Li Scha Wang voor de tweede keer deel in het vrouwentoernooi.
(Tussen haakjes het totaal aantal startplaatsen over de disciplines.)
| Sovjet-Unie (12) Duitsland (9) Frankrijk (6) Verenigd Koninkrijk (6) Duitse Democratische Republiek (6) | Hongarije (4) Italië (4) Tsjecho-Slowakije (4) Zwitserland (4) Bulgarije (3) | Finland (3) Zweden (3) Joegoslavië (2) Oostenrijk (2) Polen (2) | Spanje (2) Denemarken (1) Nederland (1) Noorwegen (1) |

## Medailleverdeling
Bij de mannen prolongeerde Jozef Sabovčík de Europese titel. Het was zijn derde medaille, in 1983 werd hij tweede. De nummer twee, Vladimir Kotin veroverde zijn tweede medaille, in 1985 werd hij ook tweede. Alexander Fadeev stond voor de derde keer op het erepodium bij de EK Kunstschaatsen. In 1983 werd hij derde en in 1984 Europees kampioen.
Bij de vrouwen prolongeerde Katarina Witt de Europees titel. Het was haar vierde titel op rij en haar vijfde medaille, in 1982 werd tweede. Voor Kira Ivanova op plaats twee was het haar tweede medaille bij de EK, in 1985 werd zij ook tweede. Anna Kondrashova eindigde net als in 1984 op plaats drie, het was ook haar tweede medaille.
Bij de paren prolongeerden Elena Valova / Oleg Vasiliev de Europese titel. Het was hun derde titel op rij en hun vierde medaille, in 1983 werden ze tweede. Hun landgenoten, de op het EK Kunstschaatsen debuterende paren Jekaterina Gordejeva / Sergej Grinkov en Elena Bechke / Valeri Kornienko, eindigden op de plaatsen twee en drie.
Bij het ijsdansen werden Natalja Bestemjanova / Andrej Boekin, na 1983 en 1985, voor de derde keer Europees kampioen, het was vijfde medaille, in 1982 en 1984 werden ze tweede. Voor Marina Klimova / Sergei Ponomarenko op de tweede plaats was het hun derde medaille, in 1985 werden ze ook tweede en in 1984 derde. Het paar Natalia Annenko / Genrikh Sretenski op plaats drie stond voor het eerst op het erepodium bij het EK.
| Discipline | Goud                                 | Zilver                                | Brons                               |
| ---------- | ------------------------------------ | ------------------------------------- | ----------------------------------- |
| Mannen     | Jozef Sabovčík                       | Vladimir Kotin                        | Alexander Fadeev                    |
| Vrouwen    | Katarina Witt                        | Kira Ivanova                          | Anna Kondrashova                    |
| Paren      | Elena Valova / Oleg Vasiliev         | Jekaterina Gordejeva / Sergej Grinkov | Elena Bechke / Valeri Kornienko     |
| IJsdansen  | Natalja Bestemjanova / Andrej Boekin | Marina Klimova / Sergei Ponomarenko   | Natalia Annenko / Genrikh Sretenski |

## Uitslagen
| #      | naam (deelname)           | land                                    | pc     |
| ------ | ------------------------- | --------------------------------------- | ------ |
| Goud   | Jozef Sabovčík (8)        | Vlag van Tsjechië                       |        |
| Zilver | Vladimir Kotin (6)        | Vlag van Sovjet-Unie                    |        |
| Brons  | Alexander Fadeev (5)      | Vlag van Sovjet-Unie                    |        |
| 4      | Viktor Petrenko (2)       | Vlag van Sovjet-Unie                    |        |
| 5      | Grzegorz Filipowski (6)   | Vlag van Polen                          |        |
| 6      | Falko Kirsten (5)         | Vlag van Duitse Democratische Republiek |        |
| 7      | Petr Barna (4)            | Vlag van Tsjechië                       |        |
| 8      | Laurent Depouilly (3)     | Vlag van Frankrijk                      |        |
| 9      | Richard Zander (2)        | Vlag van Duitsland                      |        |
| 10     | Lars Akesson (6)          | Vlag van Zweden                         |        |
| 11     | Philippe Roncoli          | Vlag van Frankrijk                      |        |
| 12     | Lars Dresler (3)          | Vlag van Denemarken                     |        |
| 13     | Nils Koepp (2)            | Vlag van Duitse Democratische Republiek |        |
| 14     | Oliver Honer (4)          | Vlag van Zwitserland                    |        |
| 15     | Thomas Hlavik (4)         | Vlag van Oostenrijk                     |        |
| 16     | Alessandro Riccitelli (2) | Vlag van Italië                         |        |
| 17     | Andras Szaraz (4)         | Vlag van Hongarije                      |        |
| 18     | Stephen Pickavance (2)    | Vlag van Verenigd Koninkrijk            |        |
| 19     | Oula Jaaskelainen (2)     | Vlag van Finland                        |        |
| 20     | Peter Johansson           | Vlag van Zweden                         |        |
| 21     | Tomislav Cizmesija        | Vlag van Joegoslavië (1943-1992)        |        |
| 22     | Boiko Alexiev (4)         | Vlag van Bulgarije (1971-1990)          |        |
| 23     | Fernando Soria (5)        | Vlag van Spanje                         |        |
| -      | Heiko Fischer (4)         | Vlag van Duitsland                      | t.z.t. |

| #      | naam (deelname)       | land                                    | pc |
| ------ | --------------------- | --------------------------------------- | -- |
| Goud   | Katarina Witt (8)     | Vlag van Duitse Democratische Republiek |    |
| Zilver | Kira Ivanova (6)      | Vlag van Sovjet-Unie                    |    |
| Brons  | Anna Kondrashova (4)  | Vlag van Sovjet-Unie                    |    |
| 4      | Natalia Lebedeva (2)  | Vlag van Sovjet-Unie                    |    |
| 5      | Claudia Leistner (4)  | Vlag van Duitsland                      |    |
| 6      | Claudia Villiger (2)  | Vlag van Zwitserland                    |    |
| 7      | Susan-Ann Jackson (4) | Vlag van Verenigd Koninkrijk            |    |
| 8      | Constanze Gensel (2)  | Vlag van Duitse Democratische Republiek |    |
| 9      | Agnes Gosselin (4)    | Vlag van Frankrijk                      |    |
| 10     | Susanne Becher        | Vlag van Duitsland                      |    |
| 11     | Joanne Conway         | Vlag van Verenigd Koninkrijk            |    |
| 12     | Cornelia Tesch (2)    | Vlag van Duitsland                      |    |
| 13     | Lotta Falkenback (2)  | Vlag van Zweden                         |    |
| 14     | Tamara Teglassy (3)   | Vlag van Hongarije                      |    |
| 15     | Elise Ahonen (4)      | Vlag van Finland                        |    |
| 16     | Zeljka Cismesija      | Vlag van Joegoslavië (1943-1992)        |    |
| 17     | Li Scha Wang (2)      | Vlag van Nederland                      |    |
| 18     | Manuela Tschupp       | Vlag van Zwitserland                    |    |
| 19     | Beatrice Gelmini (2)  | Vlag van Italië                         |    |
| 20     | Florence Copp (2)     | Vlag van Frankrijk                      |    |
| 21     | Sandra Escoda         | Vlag van Spanje                         |    |
| 22     | Anita Thorenfeldt     | Vlag van Noorwegen                      |    |
| 23     | Petia Gavazova        | Vlag van Bulgarije                      |    |

| #      | naam (deelname)                       | land                                    | pc |
| ------ | ------------------------------------- | --------------------------------------- | -- |
| Goud   | Elena Valova (4) Oleg Vasiliev (4)    | Vlag van Sovjet-Unie                    |    |
| Zilver | Jekaterina Gordejeva Sergej Grinkov   | Vlag van Sovjet-Unie                    |    |
| Brons  | Elena Bechke Valeri Kornienko         | Vlag van Sovjet-Unie                    |    |
| 4      | Kathrin Kanitz Tobias Schroter (2)    | Vlag van Duitse Democratische Republiek |    |
| 5      | Manuela Landgraf (2) Ingo Steuer (2)  | Vlag van Duitse Democratische Republiek |    |
| 6      | Lenka Knapova (2) Rene Novotny (3)    | Vlag van Tsjechië                       |    |
| 7      | Marianne Ocvirek Holger Maletz        | Vlag van Duitsland                      |    |
| 8      | Sylvie Vacquero (2) Didier Manaud (2) | Vlag van Frankrijk                      |    |
| 9      | Kerstin Kimminus Stefan Pfengle       | Vlag van Duitsland                      |    |
| 10     | Cheryl Peake Andrew Naylor            | Vlag van Verenigd Koninkrijk            |    |

| #      | naam (deelname)                             | land                         | pc |
| ------ | ------------------------------------------- | ---------------------------- | -- |
| Goud   | Natalja Bestemjanova (7) Andrej Boekin (7)  | Vlag van Sovjet-Unie         |    |
| Zilver | Marina Klimova (4) Sergei Ponomarenko (4)   | Vlag van Sovjet-Unie         |    |
| Brons  | Natalia Annenko (2) Genrikh Sretenski (2)   | Vlag van Sovjet-Unie         |    |
| 4      | Kathrin Beck (4) Christoff Beck (4)         | Vlag van Oostenrijk          |    |
| 5      | Antonia Becherer (4) Ferdinand Becherer (4) | Vlag van Duitsland           |    |
| 6      | Klara Engi (3) Attila Toth (3)              | Vlag van Hongarije           |    |
| 7      | Isabella Michel (5) Roberto Pelizzola (7)   | Vlag van Italië              |    |
| 8      | Isabelle Duchesnay Paul Duchesnay           | Vlag van Frankrijk           |    |
| 9      | Sharon Jones (2) Paul Askham (2)            | Vlag van Verenigd Koninkrijk |    |
| 10     | Vera Rehakova Ivan Havranek (2)             | Vlag van Tsjechië            |    |
| 11     | Elizabeth Coates Alan Abretti               | Vlag van Verenigd Koninkrijk |    |
| 12     | Stefania Calegari Pasquale Camerlengo       | Vlag van Italië              |    |
| 13     | Kinga Wertan Janos Demeter                  | Vlag van Hongarije           |    |
| 14     | Claudia Schmidlin Daniel Schmidlin          | Vlag van Zwitserland         |    |
| 15     | Andrea Weppelmann Hendryk Schamberger       | Vlag van Duitsland           |    |
| 16     | Christina Boianova (3) Yavor Ivanov (3)     | Vlag van Bulgarije           |    |
| 17     | Beata Kawelczyk Tomasz Politanski           | Vlag van Polen               |    |
| 18     | Susanna Rahkamo Petri Kokko                 | Vlag van Finland             |    |

Medaillewinnaars

Mannen · 
Vrouwen ·
Paren · 
IJsdansen

Toernooi

1891 · 
1892 · 
1893 · 
1894 · 
1895 · 
1896-1897 · 
1898 · 
1899 · 
1900 · 
1901 · 
1902-1903 · 
1904 · 
1905 · 
1906 · 
1907 · 
1908 · 
1909 · 
1910 · 
1911 · 
1912 · 
1913 · 
1914 · 
1915-1921 · 
1922 · 
1923 · 
1924 · 
1925 · 
1926 · 
1927 · 
1928 · 
1929 · 
1930 · 
1931 · 
1932 · 
1933 · 
1934 · 
1935 · 
1936 · 
1937 · 
1938 · 
1939 ·
1940-1946 · 
1947 · 
1948 · 
1949 · 
1950 · 
1951 · 
1952 · 
1953 · 
1954 · 
1955 · 
1956 · 
1957 · 
1958 · 
1959 · 
1960 · 
1961 · 
1962 · 
1963 · 
1964 · 
1965 · 
1966 · 
1967 · 
1968 · 
1969 · 
1970 · 
1971 · 
1972 · 
1973 · 
1974 · 
1975 · 
1976 · 
1977 · 
1978 · 
1979 · 
1980 · 
1981 · 
1982 · 
1983 · 
1984 · 
1985 · 
1986 · 
1987 · 
1988 · 
1989 · 
1990 · 
1991 · 
1992 · 
1993 · 
1994 · 
1995 ·
1996 · 
1997 · 
1998 · 
1999 · 
2000 · 
2001 · 
2002 · 
2003 · 
2004 · 
2005 · 
2006 ·
2007 ·
2008 ·
2009 ·
2010 ·
2011 ·
2012 ·
2013 ·
2014 ·
2015 ·
2016 ·
2017 ·
2018 ·
2019 ·
2020 ·
2021 · 
2022 · 
2023 · 
2024 · 
2025

WK kunstschaatsen ·
WK kunstschaatsen junioren ·
Viercontinentenkampioenschap ·
Olympische Spelen